# Martin McGuinness
Martin McGuinness (irl. Máirtín Mag Aonghusa, ur. 23 maja 1950 w Londonderry, zm. 21 marca 2017 tamże) – północnoirlandzki polityk, członek Sinn Féin. Od 8 maja 2007 pełnił urząd zastępcy pierwszego ministra Irlandii Północnej. Był również członkiem brytyjskiej Izby Gmin, jednak zgodnie z polityką swojej partii, nie brał jakiegokolwiek udziału w jej pracach. W młodości był bojownikiem jednej z frakcji Irlandzkiej Armii Republikańskiej (IRA).

## Życiorys
Dołączył do IRA w wieku 20 lat. W czasie krwawej niedzieli w Londonderry był zastępcą dowódcy miejscowych struktur organizacji. W latach 70. dwukrotnie przebywał w więzieniu. Najpierw brytyjski sąd skazał go na sześć miesięcy pozbawienia wolności za nielegalne posiadanie 113 kg materiałów wybuchowych oraz ok. 5 tysięcy sztuk amunicji. Później trafił do zakładu karnego w Irlandii, gdzie skazano go za udział w organizacji terrorystycznej, za jaką uważano wówczas IRA. W latach 80. zaangażował się w działalność Sinn Féin, politycznego skrzydła IRA. Przez pewien czas znajdował się na liście osób, które ze względu na stwarzane przez nie zagrożenie terrorystyczne, nie mogły przebywać na terytorium Wielkiej Brytanii.
W połowie lat 90. został głównym negocjatorem Sinn Féin podczas rokowań, które doprowadziły do podpisania porozumienia wielkopiątkowego. W 1997 - kandydując po raz czwarty - został wybrany do Izby Gmin, gdzie reprezentuje okręg wyborczy Mid Ulster. W 1998 został równolegle członkiem nowo powołanego Zgromadzenia Irlandii Północnej. Rok później objął urząd ministra edukacji w autonomicznym rządzie Irlandii Północnej. Po blisko pięcioletniej przerwie w funkcjonowaniu północnoirlandzkiego rządu, spowodowanej zawieszeniem autonomii regionu, w 2007 powrócił do rządu jako zastępca pierwszego ministra, co w praktyce oznacza współkierowanie przez niego rządem autonomicznym.
W 2003 ukazała się jego biografia zatytułowana From Guns to Government (Od pistoletów do rządu). Jej autorzy ujawnili, iż McGuinness był podsłuchiwany przez MI5. Z opublikowanych przez nich fragmentów jego rozmów wynika, iż pozostawał na dość przyjacielskiej stopie z czołowymi brytyjskimi politykami, m.in. ówczesną minister ds. Irlandii Północnej Mo Mowlam. Autorzy książki zostali wkrótce po jej wydaniu aresztowani i oskarżeni o ujawnienie tajemnicy państwowej.
We wrześniu 2011 został wybrany jako kandydat Sinn Féin w wyborach prezydenckich w Irlandii 2011 roku.
Prywatnie McGuinness był żonaty (od 1974 roku) i miał czworo dzieci.